# Ljubov' Bruletova
Ljubov' Aleksandrovna Bruletova (in russo Любовь Александровна Брулетова?; Ivanovo, 17 settembre 1973) è una judoka russa, vincitrice dell'argento olimpico nei pesi super-leggeri a Sydney 2000, dove venne sconfitta dalla giapponese Ryōko Tamura.
Quattro anni dopo riuscì a qualificarsi anche ai Giochi olimpici di Atene 2004, ma venne subito sconfitta ai sedicesimi di finale dalla burkinabé Hanatou Ouelgo.
In carriera vanta anche tre medaglie ai campionati europei: il bronzo a Bratislava 1999, l'argento a Breslavia 2000 e l'oro a Düsseldorf 2003.
Nel 1995 conquistò un bronzo ai Giochi mondiali universitari di Fukuoka 1995.

## Palmarès
- Giochi olimpici

Sydney 2000: oro nei -48 kg.
- Campionati europei di judo

Bratislava 1999: bronzo nei -48kg.
Breslavia 2000: argento nei -48kg.
Düsseldorf 2003: oro nei -48kg.
- Giochi mondiali universitari

Fukuoka 1995: bronzo nei -48 kg.